# Tyriq Withers
Tyriq Leshon Withers (* 15. Juli 1998 in Jacksonville) ist ein amerikanischer Schauspieler. 

## Leben und Karriere
Withers Mutter ist weiß und sein Vater ist schwarz, sodass Withers selbst biracial ist und Situationen erlebte, in denen er „nicht weiß genug [und] nicht schwarz genug“ war. Er stammt aus Jacksonville in Florida. Sein älterer Bruder verstarb 2021.
Er ging bis 2016 an die Paxon High School. An der Florida State University machte er im Juni 2020 seinen Bachelor und im Dezember 2022 den Master in Business und Marketing. Er spielte als Kind Fußball und seit der High School American Football, an der University College Football für ein Jahr. In diesem gewann sein Team den Orange Bowl. Er verließ es aber, um sich an der Black Student Union, für die er in ihrem ersten Theaterstück an der Florida State spielte, und an der Diversity Inclusion Institute zu beteiligen.
Für seine professionelle Schauspielkarriere zog er 2020 nach Atlanta. Nach einem Jahr an Vorsprechen erhielt er drei größere Serienrollen, die in Atlanta gedreht wurden und 2022 erschienen: Nebenrollen in The Game als NFL-Spieler und Tell Me Lies sowie die zentrale Rolle einer Episode der Anthologieserie Atlanta. In dieser spielt er einen Studenten, der als weiß „passt“ und dessen Schwarzsein angezweifelt wird. 2025 spielt er zwei Filmhauptrollen in der Horrorfranchise-Fortsetzung Ich weiß, was du letzten Sommer getan hast und in dem von Jordan Peele produzierten Horrorfilm Him als Quarterback.

## Filmografie
- 2021: Legacies (Fernsehserie, 1 Episode)
- 2021: Horror Noire
- 2021–2022: The Game (Fernsehserie, 7 Episoden)
- 2022: Atlanta (Fernsehserie, 1 Episode)
- 2022: Tell Me Lies (Fernsehserie, 6 Episoden)
- 2024: Don’t Tell Mom the Babysitter’s Dead
- 2024: Ich bin Ben (Me, Fernsehserie, 7 Episoden)
- 2025: Ich weiß, was du letzten Sommer getan hast  (I Know What You Did Last Summer)